# Cromosoma 21 (serie de televisión)
Cromosoma 21 es una serie de televisión chilena de suspenso dramático, creada y dirigida por Matías Venables y estrenada en Canal 13 el 14 de octubre de 2022 y en Netflix el 8 de febrero de 2023. La serie relata un caso de investigación policial sobre un joven con síndrome de Down involucrado en un asesinato.

## Argumento
Aquí se observa cómo efectivos policiales allanan el lugar y descubren, en medio de la oscuridad, un cuerpo tirado en el suelo, rodeado de sangre y con un impacto de bala. ¿Estará muerto? Muy cerca de él sorprenden a un hombre con sus manos ensangrentadas. La sorpresa es aún mayor cuando se dan cuenta de que esta persona es un joven con Síndrome de Down.
Él es Tomy (Sebastián Solorza), joven de 26 años, quien se ve envuelto en este homicidio como el principal sospechoso del crimen. Desde que falleció su madre, hace 10 años, su único vínculo familiar es su hermano Bekam (Gastón Salgado), un delincuente con historial policial y mantienen una relación muy estrecha y unida como hermanos. “Bekam” vivió dos años en Italia y fue deportado por hacer “lanzazos”.
Por otro lado, está Mariana Enríquez (Valentina Muhr), Subcomisaria de la Policía de Investigaciones de Chile, separada y madre de Amanda, una niña de 8 años. Una mujer que tiene una vida bastante caótica y que se complica, aún más, cuando le asignan investigar el caso de Tomy, quien se niega a hablar de lo ocurrido la noche del crimen.  
Es aquí cuando Mariana comienza un viaje para descubrir quién es el verdadero culpable del asesinato, si Tomy u otra persona. Para lograr este objetivo, se acerca al joven y así lograr reconstruir los hechos que desencadenaron en el asesinato. Sin embargo, esta cercanía con el sospechoso hará que la investigadora se involucre de manera personal y ponga en riesgo su vida, la investigación e, incluso, a su hija. A través de las pruebas criminalísticas y a una investigación centrada en los relatos de sus círculos cercanos, Mariana intentará encontrar las pistas que le permitan saber la verdad sobre este misterioso joven. En esta investigación, estará acompañada de su compañero de la PDI, Bruno Durán (Mario Horton), con quien mantiene una relación muy estrecha que va más allá de lo profesional.
En tanto, la vida de Tomy, antes del incidente, ocurría entre la relación con su hermano Bekam, quien lo utiliza para realizar distintos delitos, y la “Fundación Down Up”, liderada por Sofía Lombardi (Claudia Di Girolamo), mujer de clase alta, quien fundó esta organización motivada por su hija menor, Cristina (Pía Urrutia), que tiene Síndrome de Down. Es en este lugar donde ocurre otra de las temáticas fundamentales de esta producción dramática, la relación amorosa que surge entre Tomy y Cristina, en medio de los talleres de teatro que se desarrollan en la fundación.

## Reparto y personajes

### Principales
- Sebastián Solorza como Tomás «Tomy» Ruiz, un joven con síndrome de Down que se ve envuelto en un crimen por culpabilidad de su hermano.
- Valentina Muhr como Mariana Enríquez, comisaria de la Brigada de Homicidios de la Policía de Investigaciones (PDI); encargada de liderar el caso de Tomy.
- Mario Horton como Bruno Durán, un subcomisario de la Policía de Investigaciones (PDI).
- Gastón Salgado como Guillermo «Bekam» Ruiz, es un astuto delincuente; hermano menor de Tomy.
- Claudia Di Girolamo como Sofía Lombardi, la pragmática directora de Down Up; madre de Cristina.[5]
- Daniel Muñoz como Ariel «Coya» Zavala, un excarabinero propietario de la fábrica donde ocurrió el crimen.
- Pía Urrutia como Cristina Pérez, una joven de clase alta con síndrome de Down; hija de Sofía y prometida de Tomy.

### Invitados
- Alejandro Trejo como Rafael Santoro, subprefecto PDI; jefe de Enríquez y Durán.
- César Sepúlveda como Adolfo, fiscal a cargo del Caso Tomy
- Nathalia Aragonese como Patricia Salas, enfermera de hospital psiquiátrico
- Nicolás Rojas como Alexis, interno de hospital psiquiátrico
- Camila Dumas como Karen, interna de hospital psiquiátrico
- Diego Boggioni como Caviedes, detective PDI
- Camila González como Barraza, detective PDI
- Francisco Ossa como Ricardo, expareja de Mariana; padre de Amanda
- Camila Opazo como Amanda, hija de Ricardo y Mariana
- Luz Jiménez como Rosa Monsalve, madre de Emilio; apoderada de Down Up
- Sergio Hernández como Alberto Enríquez, padre de Mariana
- Amparo Noguera como Jueza del caso Tomy
- Elvis Fuentes como Abogado defensor de Tomy
- Taira Court como Ana María, madre de Patricio y apoderada de Down Up
- Felipe Belmar como Patricio, hijo de Ana María; miembro de Down Up
- Lautaro Correa como Emilio, hijo de Rosa; miembro de Down Up
- Constanza Sanhueza como Julieta, hija de Eloísa; miembro de Down Up
- Mauricio Roa como Guido Zanetti, abogado de Bekam
- Nicolás Zárate como Ramón Kowalski “El Polaco”
- Edison Díaz como Orlando Mandujano, excolaborador de Zavala
- Luz María Yacometti como la psiquiatra que ayuda a Mariana
- Olga María Matte como Eloísa, madre de Julieta y apoderada de Down Up
- Hernán Vallejo como ¿? Pérez, padre de Cristina y Raimundo; esposo de Sofía
- Matías Bassi como Raimundo Pérez, hermano de Cristina
- Oscar Schwarzenberg como un narcotraficante
- Luciana Labarca como María Inés Larenas, tía de Bekam y Tomy
- Josefina Velasco como Madre de Bekam y Tomás

## Episodios
| N.º | Título                              | Dirigido por    | Escrito por                                                   | Fecha de lanzamiento original |
| --- | ----------------------------------- | --------------- | ------------------------------------------------------------- | ----------------------------- |
| 1   | «Tomy»                              | Matías Venables | Vladimir Rivera, Emilia Noguera, Pablo Toro y Matías Venables | 14 de octubre de 2022         |
| 2   | «Buscando a Bekam»                  | Matías Venables | Vladimir Rivera, Emilia Noguera, Pablo Toro y Matías Venables | 21 de octubre de 2022         |
| 3   | «Que los cumplas feliz»             | Matías Venables | Vladimir Rivera, Emilia Noguera, Pablo Toro y Matías Venables | 28 de octubre de 2022         |
| 4   | «Nadie es inocente»                 | Matías Venables | Vladimir Rivera, Emilia Noguera, Pablo Toro y Matías Venables | 11 de noviembre de 2022       |
| 5   | «Algo huele mal»                    | Matías Venables | Vladimir Rivera, Emilia Noguera, Pablo Toro y Matías Venables | 18 de noviembre de 2022       |
| 6   | «El enemigo esta cerca»             | Matías Venables | Vladimir Rivera, Emilia Noguera, Pablo Toro y Matías Venables | 25 de noviembre de 2022       |
| 7   | «La huida»                          | Matías Venables | Vladimir Rivera, Emilia Noguera, Pablo Toro y Matías Venables | 2 de diciembre de 2022        |
| 8   | «Tú en las montañas y yo en el mar» | Matías Venables | Vladimir Rivera, Emilia Noguera, Pablo Toro y Matías Venables | 9 de diciembre de 2022        |

## Producción
En 2018 el proyecto Cromosoma 21 recibió $359 230 053 pesos chilenos, otorgados por el Consejo Nacional de Televisión de Chile para su realización. El mismo día, se oficializó a Canal 13 como coproductor y emisor de la serie. En 2021, el ejecutivo Erik Barmack, de Wild Sheep Content, se asoció a la serie para efectuar la distribución internacional. El 27 de septiembre de 2021, comenzó el rodaje.

## Recepción
En enero de 2023, Netflix adquirió los derechos para transmitir la serie, distribuirá la primera temporada en su servicio de transmisión el 8 de febrero de 2023 en todo el mundo. En enero de 2023, la serie recibió tres candidaturas en la 7.º entrega de los Premios Caleuche, logrando Sebastián Solorza el premio a la revelación.

### Premios y nominaciones
| Año  | Premiación                | Categoría                                                          | Nominado(s)       | Resultado | Ref.   |
| ---- | ------------------------- | ------------------------------------------------------------------ | ----------------- | --------- | ------ |
| 2023 | Premios Caleuche          | Mejor actor protagónico de series y/o miniseries                   | Sebastián Solorza | Nominado  | [ 11 ] |
| 2023 | Premios Caleuche          | Mejor actriz protagónica en series y/o miniseries                  | Valentina Muhr    | Nominada  | [ 11 ] |
| 2023 | Premios Caleuche          | Mejor actor de soporte en series y/o miniseries                    | Gastón Salgado    | Nominado  | [ 11 ] |
| 2023 | Premios Caleuche          | Premio a la revelación                                             | Sebastián Solorza | Ganador   | [ 11 ] |
| 2023 | Premios Platino           | Mejor miniserie o teleserie cinematográfica                        | Cromosoma 21      | Candidato | [ 12 ] |
| 2023 | Premio Produ              | Mejor serie policial                                               | Cromosoma 21      | Ganador   | [ 13 ] |
| 2023 | Premio Produ              | Mejor contentido / programa que promueve la diversidad e inclusión | Cromosoma 21      | Nominado  | [ 13 ] |
| 2023 | Premio Produ              | Mejor actor revelación                                             | Sebastián Solorza | Nominado  | [ 13 ] |
| 2023 | Premios Copihue de Oro    | Mejor serie de televisión                                          | Cromosoma 21      | Nominado  | [ 14 ] |
| 2024 | Premios Rose d’Or Latinos | Mejor serie de drama                                               | Cromosoma 21      | Nominado  | [ 15 ] |